# Cold Fact
Cold Fact är ett musikalbum av den amerikanske sångaren Rodriguez som ursprungligen lanserades i mars 1970 på skivbolaget Sussex Records. Albumet som var hans debutalbum blev knappt uppmärksammat i USA där det sålde väldigt dåligt, men det var en stor succé i Sydafrika och i Australien under 1970-talet. I och med att Rodriguez blev mer uppmärksammad under 2000-talet, och i synnerhet efter dokumentärfilmen Searching for Sugar Man 2012 har intresset för detta album växt och det har getts ut i nyutgåvor. 

## Låtlista
1. "Sugar Man" - 3:45
2. "Only Good For Conversation" - 2:25
3. "Crucify Your Mind"   	2:30
4. "This Is Not a Song, It's an Outburst: Or, The Establishment Blues" - 2:05
5. "Hate Street Dialogue" - 2:30
6. "Forget It" - 1:50
7. "Inner City Blues" - 3:23
8. "I Wonder" - 2:30
9. "Like Janis" - 2:32
10. "Gommorah (A Nursery Rhyme)" - 2:20
11. "Rich Folks Hoax" - 3:05
12. "Jane S. Piddy" - 2:54

## Listplaceringar
- Nederländerna: #67[1] (2013)
- Sverigetopplistan, Sverige: #16[2] (2013)